# Elmer Schoebel
Elmer Schoebel (* 8. September 1896 in East St. Louis; † 14. Dezember 1970 in Saint Petersburg  (Florida)) war ein US-amerikanischer Jazzmusiker (Piano, Komponist, Arrangeur), bekannt für einige Jazzstandards und als Mitglied der New Orleans Rhythm Kings.

## Leben
Schoebel begann als Stummfilmpianist in Champaign (Illinois) und spielte 1912 bis 1917 im Vaudeville. 1920 spielte er mit der „20th Century Jazz Band“ in Chicago, zu der 1921 auch Muggsy Spanier gehörte. 1922/23 war er bei den „New Orleans Rhythm Kings“ (NORK, bzw. dem Friars Society Orchestra, wie sie sich damals nannten), mit denen er auch aufnahm. Er leitete dann 1924/25 eine eigene Band und spielte 1925 im Orchester von Isham Jones in New York. Nach der Rückkehr nach Chicago spielte er u. a. mit Louis Panico und Art Kassel (1928), 1927 mit eigener Band und arrangierte für Melrose Publishing. 1935 war er Arrangeur bei Ina Ray Hutton und danach zehn Jahre lang leitender Arrangeur bei Warner Brothers Publications in New York. 1950 bis 1953 spielte er bei Conrad Janis, 1958 mit „Blue Steele´s Rhythm Rebels“ und später mit seiner eigenen Band in St. Petersburg in Florida. 
Schoebel ist vor allem als Komponist verschiedener Jazz-Standards wie „Bugle Call Rag“, „Nobody’s Sweetheart Now“, „Spanish Shawl“, „Farewell Blues“ (als Mitkomponist), „Copenhagen“ und „Prince of Wails“ bekannt. Seine einzigen Aufnahmen unter eigenem Namen von 1929 sind „Copenhagen“ und „Prince of Wails“.